# Mount Arvon
Mount Arvon – szczyt w hrabstwie Baraga, na Półwyspie Górnym w stanie Michigan. Jest najwyższym szczytem położonego równoleżnikowo łańcucha Huron Mountains a zarazem najwyższym szczytem stanu. Leży około 16 km od południowego wybrzeża Jeziora Górnego. 

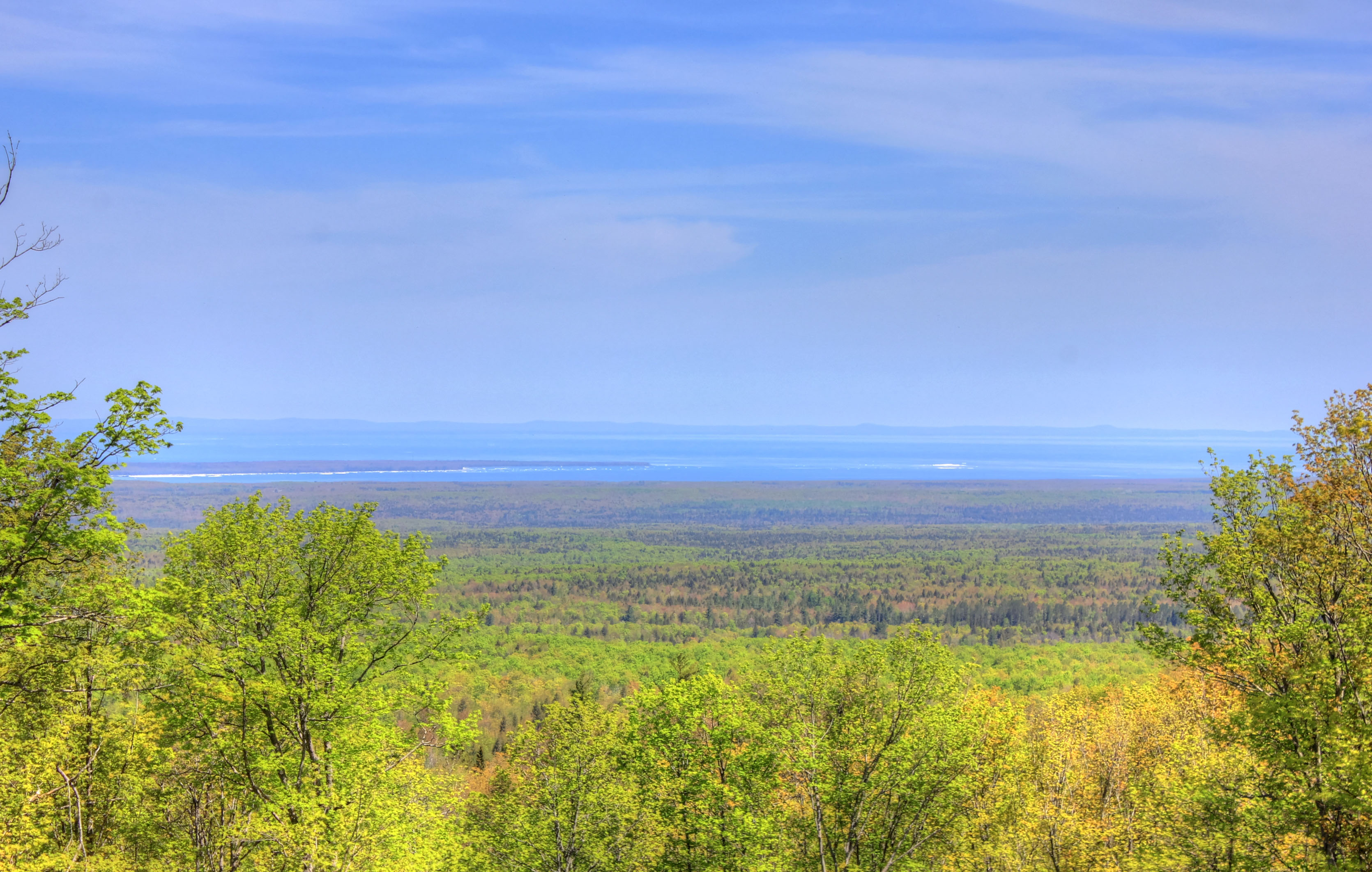
Widok na Jezioro Górne ze wierzchołka Mount Arvon

Na wierzchołek można dojść pieszo po około 800 m spacerze od parkingu znajdującego się poniżej, na nieutwardzonej drodze wiodącej z miejscowości L’Anse, siedziby władz hrabstwa Baraga, leżącej około 20 km na wschód od szczytu.